# Strijkkwartet nr. 2 (Carter)
Elliott Carter voltooide Strijkkwartet nr. 2 in mei 1959.
Bij zijn eerste strijkkwartet had Carter de klassieke paden al verlaten. Dat kwartet had nog wel enigszins een verbinding met de klassieke muziek, zeker gezien de driedelige opzet, maar met zijn strijkkwartet nr. 2 laat Carter die traditie nog meer los. De vier leden kregen naast een diversiteit in ritmes ook te maken met een diversiteit van muziekstijlen per bespeler en diverse speeltechnieken. Dat alles moet geperst worden in een strijkkwartet van slechts 24 minuten met negen deeltjes. De geluidsdichtheid en complexiteit is daardoor groter dan bij zijn eerste strijkkwartet. Door het toepassen van diverse “stemmingen” lijkt het soms of er twee stukken tegelijkertijd gespeeld worden.

## Delen
De delen zijn doorgecomponeerd (zonder pauze te spelen):
I: Introductie
II: Allegro fanatico
III: Cadens voor altviool
IV:Presto scherzando
V: Cadens voor cello
VI:Andante espressivo
VII: Cadens voor viool I
VIII: Allegro
IX: Afsluiting.
In de Introductie maken we kennis met de vier spelers, er is echter geen rust; de onderlinge verhoudingen zijn dat andere instrumenten steeds commentaar hebben op de spelende solist. De solist van het tweede deel, de eerste violist, zet het strijkkwartet vervolgens in beweging, maar wordt niet met rust gelaten door onderbrekingen van de andere leden. Ook het derde deel, de cadens voor altist wijkt af van het gangbare. De cadens, meestal bedoeld voor het tonen van de virtuositeit van de solist, bestaat uit het verhaal van de altist, die zijn / haar verhaal maar niet mag afmaken; er vinden steeds onderbrekingen van de andere leden plaats. In het scherzo is het dan de beurt aan de tweede violist. De overige drie leden proberen te communiceren, maar die tweede violist speelt pizzicato alsof hij / zij een ander strijkkwartet op de lessenaar heeft staan. De cadens voor cello brengt het werk is wat rustiger vaarwater en dat leidt dan naar deel VIII waarin de musici elkaar eindelijk gevonden lijken te hebben. Vervolgens gooit de eerste violist roet in het eten en het gekibbel begint weer van voor af aan. Uiteindelijk blijkt in de conclusion, dat ze het niet eens worden. Ook hier spelen drie legato, de violist speelt daar pizzicato tegenin. De muziek sterft weg.
Het strijkkwartet is geschreven op verzoek van het Stanley String Quartet van de Staatsuniversiteit van Michigan; zij vonden het echter te moeilijk en gaven hun rechten voor eerste uitvoering op. De eerste uitvoering werd daarom verzorgd door het Juilliard Quartet in maart 1960. Het strijkkwartet kreeg de Pulitzerprijs, een prijs van de New York Critics en de UNESCO.

## Bron en discografie
- Uitgave Naxos: Pacifica Quartet;
- Uitgave Testament: Juilliard Quartet (opname 1960)
- Uitgave Etcetera: Arditti String Quartet
- Uitgave Nonesuch Records: American Composers Quartet

## Bron
- de compact disc
- Schirmer uitgeverij